# برايان بونير (لاعب كرة قدم أمريكية)
برايان بونير (بالإنجليزية: Brian Bonner)‏ هو لاعب كرة قدم أمريكية أمريكي، ولد في 13 أبريل 1984 في تافت في الولايات المتحدة.

## وصلات خارجية
- برايان بونير على موقع JustSportsStats.com (الإنجليزية)